# Tibouchina reitzii
Tibouchina reitzii är en tvåhjärtbladig växtart som beskrevs av Alexander Curt Brade. Tibouchina reitzii ingår i släktet Tibouchina och familjen Melastomataceae. Inga underarter finns listade i Catalogue of Life.